# آدم‌گریز

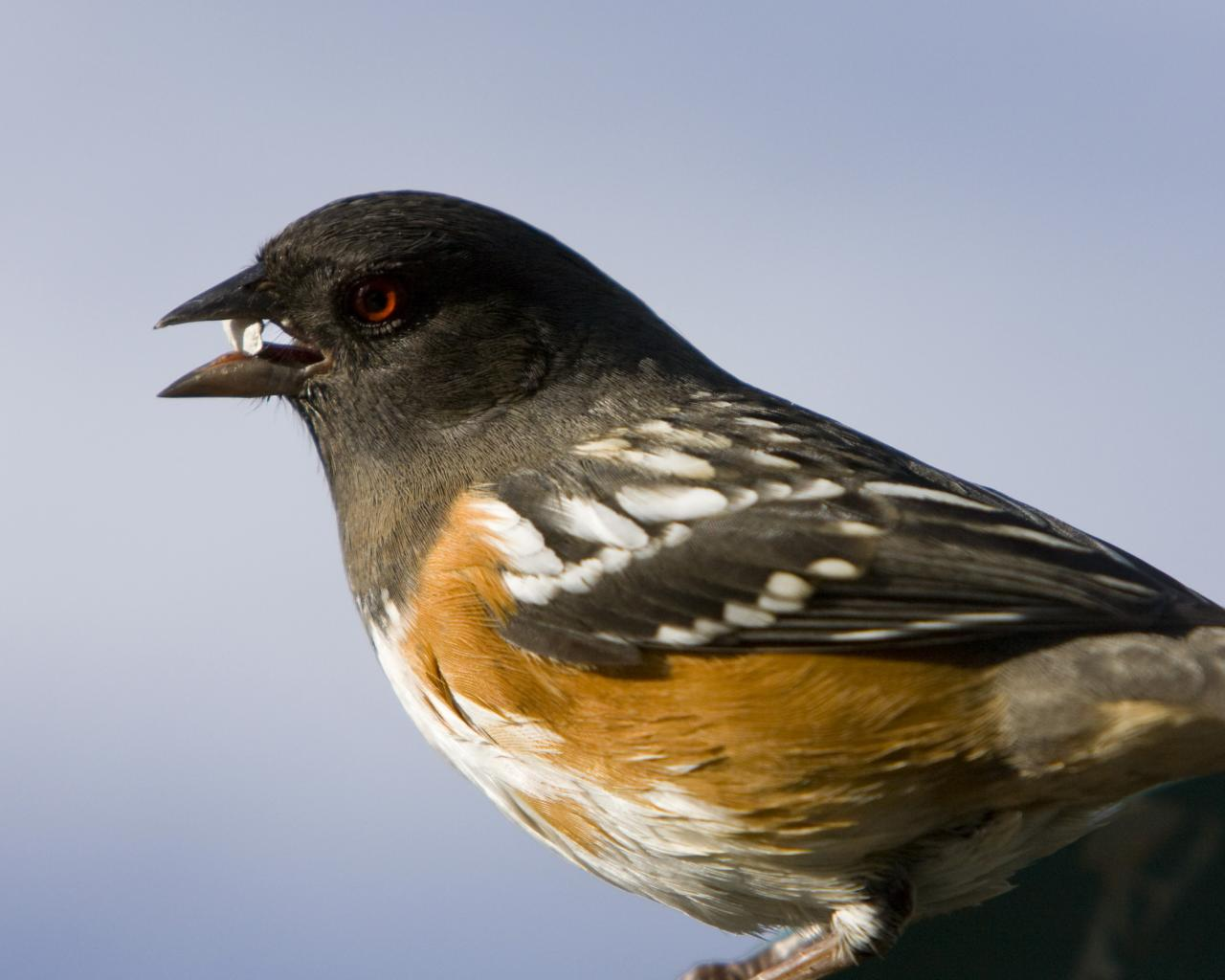
آدم‌گریز خال‌دار (Pipilo maculatus)

آدم‌گریز (به انگلیسی: Towhee) به هر یک از چندین گونه پرنده در سردهٔ Pipilo یا Melozone در خانواده Passerellidae (که شامل گنجشک‌های آمریکایی و سازونشین‌ها نیز می‌شود) است.
آدم‌گریزها معمولاً دم درازی نسبت به دیگر گونه‌های Passerellidae دارند. بیشتر گونه‌ها تمایل دارند از انسان دوری کنند، بنابراین به خوبی شناخته‌شده نیستند، اگرچه P. erythrophthalmus آدم‌گریز شرقی جسورتر است. این گونه و برخی دیگر ممکن است در پارک‌ها و باغ‌های شهری دیده شوند.

## فهرست گونه‌ها
سردهٔ ملوزون (Melozone):
- آدم‌گریز ابرت (Melozone aberti)
- آدم‌گریز کالیفرنیا (Melozone crissalis)
- آدم‌گریز بزرگ‌دره (Melozone fusca)
- آدم‌گریز گلوسفید (Melozone leucotis)

سردهٔ آدم‌گریزها:
- آدم‌گریز دم‌سبز (Pipilo chlorurus)،
- آدم‌گریز طوقی (Pipilo ocai)،
- آدم‌گریز شرقی (Pipilo erythrophthalmus)،
- آدم‌گریز خال‌دار (Pipilo maculatus)،
- آدم‌گریز برمودا (Pipilo naufragus) - منقرض‌شده